# هاري غالاتين
هاري غالاتين (بالإنجليزية: Harry Gallatin) مواليد 26 أبريل 1927 في روكسانا - الوفاة 07 أكتوبر 2015، كان لاعب كرة سلة أمريكي أصبح مدرباً بدأ مسيرته الاحترافية في سنة 1948. بلغ طوله 6 قدم 6 بوصة (2.0 م). اعتزل اللعب في 1958.

## فرق لعب لها
- نيويورك نيكس
- ديترويت بيستونز

## روابط خارجية
- هاري غالاتين على موقعبيزبول رفرنس.كوم (الدوري الثانوي) (الإنجليزية)
- هاري غالاتين على موقع إن بي أي (الإنجليزية)
- هاري غالاتين على موقع سبورتس رفرنس (الإنجليزية)
- هاري غالاتين على موقع ريلجم (الإنجليزية)
- هاري غالاتين على موقع بروبوليرز (الإنجليزية)
- هاري غالاتين على موقع قاعة المشاهير الجامعة الوطنية لكرة السلة (الإنجليزية)
- هاري غالاتين على موقع سبورتس رفرنس (الإنجليزية)